# كيم جي وون
كيم جي وون (بالكورية: 김지원)‏ هي ممثلة من كوريا الجنوبية، من مواليد 19 أكتوبر 1992 في مدينة سول. اكتسبت شهرة من خلال أدوارها في مسلسلات التلفزيونية مثل الورثة (2013)، أحفاد الشمس (2016) والكفاح من أجل طريقي سنة (2017)، مذكراتي التحريرية (2022)، ملكة الدموع ( 2024 ).

## الأعمال

### أفلام
| السنة | العنوان   | الدور      | م.    |
| ----- | --------- | ---------- | ----- |
| 2012  | قصص رعب   | كيم جي وون | [ 3 ] |
| 2013  | قصص رعب 2 | سا تان هي  | [ 4 ] |

### مسلسلات
| السنة     | العنوان                                | الدور                   | ملاحظة                 | م.     |
| --------- | -------------------------------------- | ----------------------- | ---------------------- | ------ |
| 2008      | Mrs. Saigon                            | هاي ريون                |                        |        |
| 2011      | High Kick: Revenge of the Short Legged | كيم جي اون              |                        |        |
| 2011      | What's Up                              | تاي يي                  |                        |        |
| 2012      | إليك أيتها الجميلة                     | سيول هانا               |                        |        |
| 2013      | الورثة                                 | راشيل يو                |                        |        |
| 2013      | Waiting for Love                       | تشوي ساي                |                        | [ 5 ]  |
| 2014      | The Reason I'm Getting Married         | كيم جي يونغ             |                        | [ 6 ]  |
| 2014      | غاب دونغ                               | ما جي وول               |                        | [ 7 ]  |
| 2014      | One Sunny Day                          | كيم جو-هو               |                        | [ 8 ]  |
| 2015      | الهوية المجهولة                        | مين تاي هي              | الحلقة (1–2، 9–10)     | [ 9 ]  |
| 2016      | أحفاد الشمس                            | يون ميونغ جو            |                        |        |
| 2017      | الكفاح من أجل طريقي                    | تشوي اي را              |                        |        |
| 2018      | السيد المشرق                           | هوي جين                 | دور الكاميو (الحلقة 1) |        |
| 2019      | سجلات أرثدال                           | تان اه                  | الموسم 1               | [ 10 ] |
| 2020–2021 | الحب في المدينة                        | لي اون-اوه / يون سيون-ا |                        | [ 11 ] |
| 2022      | مذكراتي التحريرية                      | ايوم مي جيونغ           |                        | [ 12 ] |
| 2024      | ملكة الدموع                            | هونغ هاي إن             |                        | [ 13 ] |

## روابط خارجية
- كيم جي وون على موقع IMDb (الإنجليزية)
- كيم جي وون على موقع روتن توميتوز (الإنجليزية)
- كيم جي وون على موقع ألو سيني (الفرنسية)
- كيم جي وون على موقع قاعدة بيانات الفيلم (الإنجليزية)
- كيم جي وون على موقع كينوبويسك (الروسية)